# Хуан Калво
Хуан Карлос Калво (на испански: Juan Carlos Calvo) е уругвайски футболист, нападател.

## Кариера
Играе за Мирамар Мисионес от 1926 г., а през 1929 г. отбора печели промоция и му е позволено да играе в международни мачове. Докато е на мач в Чили е забелязан от треньорът на националния отбор. През 1930 г. Калво е включен в състава на Уругвай за първата Световна купа. Конкуренцията с по-опитните Сеа, Скароне и Петроне е просто невъзможна, а 24-годишният Калво става световен шампион без да играе на турнира.

## Отличия

### Международни
Уругвай
- Световно първенство по футбол: 1930